# 比里姆河
5°59′30″N 0°50′0″W / 5.99167°N 0.83333°W

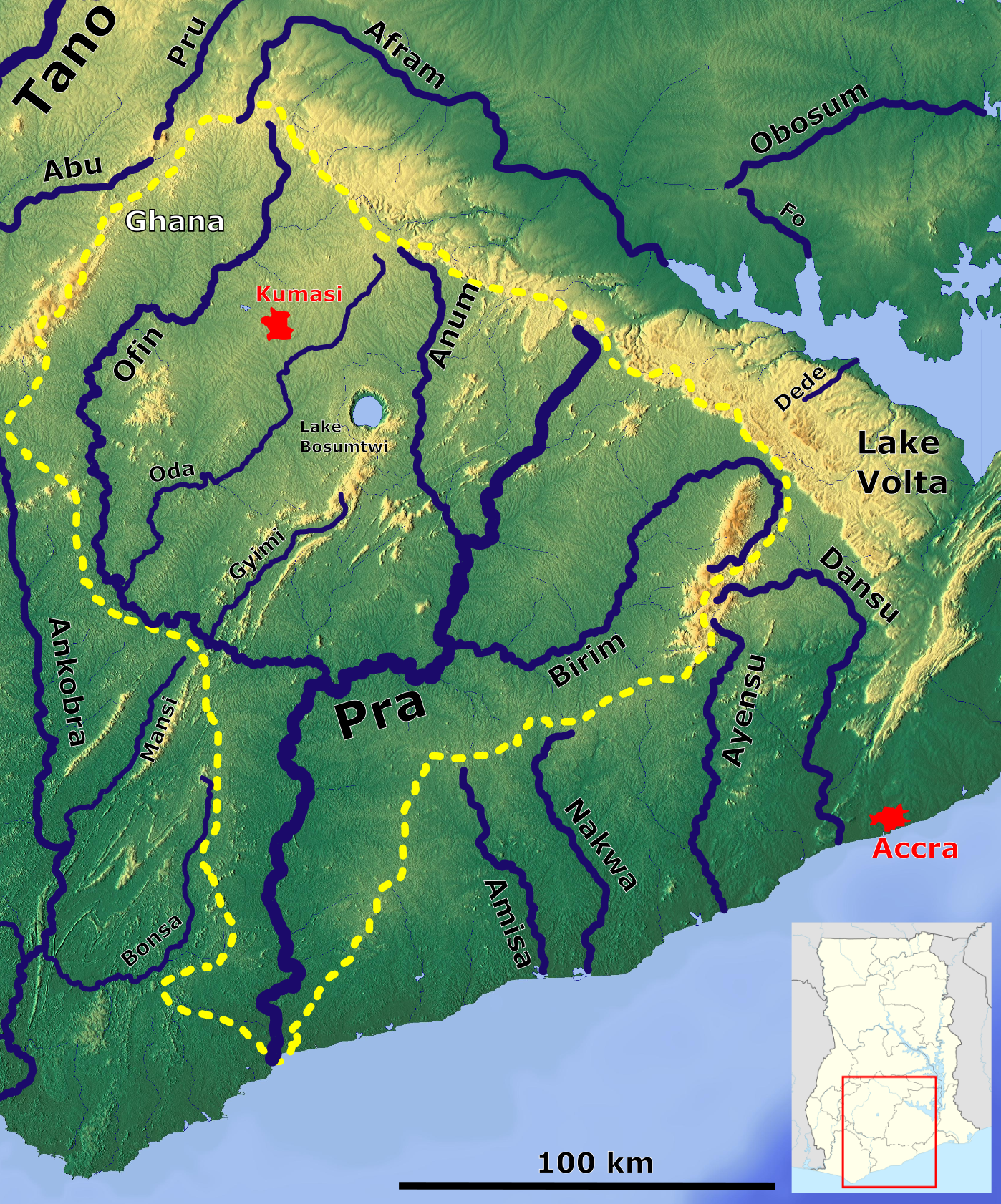

比里姆河（Birim River）是西非國家加納的河流，屬於普拉河的支流，位於盛產鑽礦的地區，該河發源自阿特瓦山脈東部，朝北流經阿散蒂地區和中部地區，最終注入普拉河。
地质上的比里姆岩系（或称比里米亚域）即得名自该河，该岩系金矿十分丰富。因此，加纳也是非洲第二大的产金国。另外该流域也是重要的钻石开采区。
由于非法采矿活动，比里姆河的水质已经恶化。